# Joppa major
Joppa major là một loài tò vò trong họ Ichneumonidae.